# Plagiochila invisa
Plagiochila invisa là một loài rêu tản trong họ Plagiochilaceae. Loài này được (R.M. Schust.) R.M. Schust. miêu tả khoa học lần đầu tiên năm 1980.